# فيلق شمال القوقاز/فيلق جبل القوقاز

راية جمهورية شمال القوقاز المستقلة (1918-1919) وفيلق شمال القوقاز الموالي لألمانيا في الحرب العالمية الثانية

تم إنشاء جحافل شمال القوقاز ( Germ.Legion Nordkaukasien ) وجحافل جبل القوقاز ( جرث . Germ.Bergkaukasien Legion ) وفقا لترتيب 19 فبراير 1942. في البداية، تم تجنيد جنودها من معسكرات أسرى الحرب. في 2 أغسطس 1942، وفقًا لترتيب 19 فبراير 1942، تم فصل جميع المقاتلين من أصول مسلمة من شمال القوقاز وجبل القوقاز (المسلمين والمسيحيين على حد سواء) من الفيلق القوقازي المحمدي إلى جحافل منفصلة شمال القوقاز / جبال القوقاز. هذه الجحافل تتألف من الأبخاز والشركس والقبردي وبلكار والقراشاي والشيشان والأنغوش وشعوب داغستان. ظهر الأكراد والتاليش وأوسيتيا الشمالية في وقت لاحق. وفقًا للباحث Traho R. «كان إجمالي عدد متطوعي شمال القوقاز منذ بداية الحرب ضد الاتحاد السوفياتي وحتى عام 1945 حوالي 28-30 ألف شخص». رسميا، كل من هذه الجحافل كانتتابعة للجنة شمال القوقاز الوطنية .